# Eglegemvijver
De Eglegemvijver (onofficieel ook Put van Hombeek) is een grote vijver van 36 ha ten zuidwesten van de Belgische stad Mechelen. Het merendeel van de vijver ligt op het grondgebied van Hombeek (Mechelen) in de provincie Antwerpen. Het zuidelijkst gelegen deel van de vijver ligt op het grondgebied van de gemeente Zemst in de provincie Vlaams-Brabant. Het domein is eigendom van de Vlaamse Overheid en wordt beheerd door het Agentschap Natuur en Bos (ANB).
De vijver is genoemd naar de Hoeve Eglegem (niet te verwarren met het ook aan het meer gelegen Kasteel van Relegem). Op de Ferrariskaarten uit de jaren 1770 is deze hoeve te zien onder de naam Egligem.
De Eglegemvijver is populair bij natuur- en vogelliefhebbers en recreanten. Rond het meer kan men de watervogels observeren en in het meer kan men hengelen, zeilen, windsurfen en peddelsurfen. Gemotoriseerde watersporten zijn net als zwemmen niet toegelaten. Honden moeten er aan de leiband.
Om het watervlak te mogen gebruiken dien je lid te zijn van een van de verenigingen (zie hieronder).

## Geschiedenis
De Eglegemvijver werd op het eind van de jaren zestig gegraven als zandwinningsput om de nabijgelegen snelweg E19 tussen Antwerpen en Brussel aan te leggen. Bij Koninklijk Besluit (KB) van 29 juli 1993 werd de eigendom van de Eglegemvijver overgedragen aan de Vlaamse Gemeenschap. Vroeger werd 'de put' beheerd door Bloso, maar sinds 2006 is het beheer overgedragen aan het Agentschap Natuur en Bos (ANB). Het ANB wil de natuurwaarden van de Eglegemvijver beschermen en zachte vormen van recreatie toelaten.

## Verenigingen
De hieronder vermelde sportclubs hebben accommodaties aan de oever van de Eglegemvijver.
- Windsurfclub Alleman - Windsurfen
- WVD Mechelen Zeilen en Windsurfen - Windsurfen - Zeilen

De hieronder vermelde sportclubs hebben geen accommodaties.
- Egleghems collectief - Vissen

De hieronder vermelde sportclubs of verenigingen hebben accommodaties in de buurt van de Eglegemvijver.
- KMTHC - Koninklijke Mechelse Tennis & Hockey Club